# تراموا بلگراد
تراموا بلگراد (انگلیسی: Trams in Belgrade) سیستم تراموا در شهر بلگراد، صربستان است.
این تراموا که در سال ۱۸۹۲ با نیروی اسب تأسیس شده دارای ۱۱ خط، ۹۴ ایستگاه و ۴۳٬۵ کیلومتر طول می‌باشد.

## نگارخانه

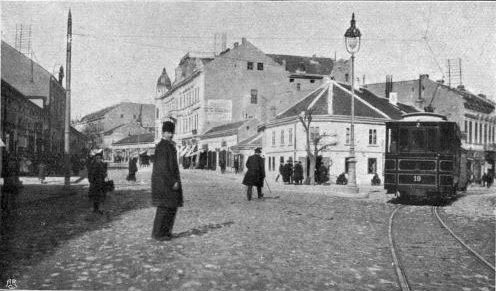
۱۹۰۶
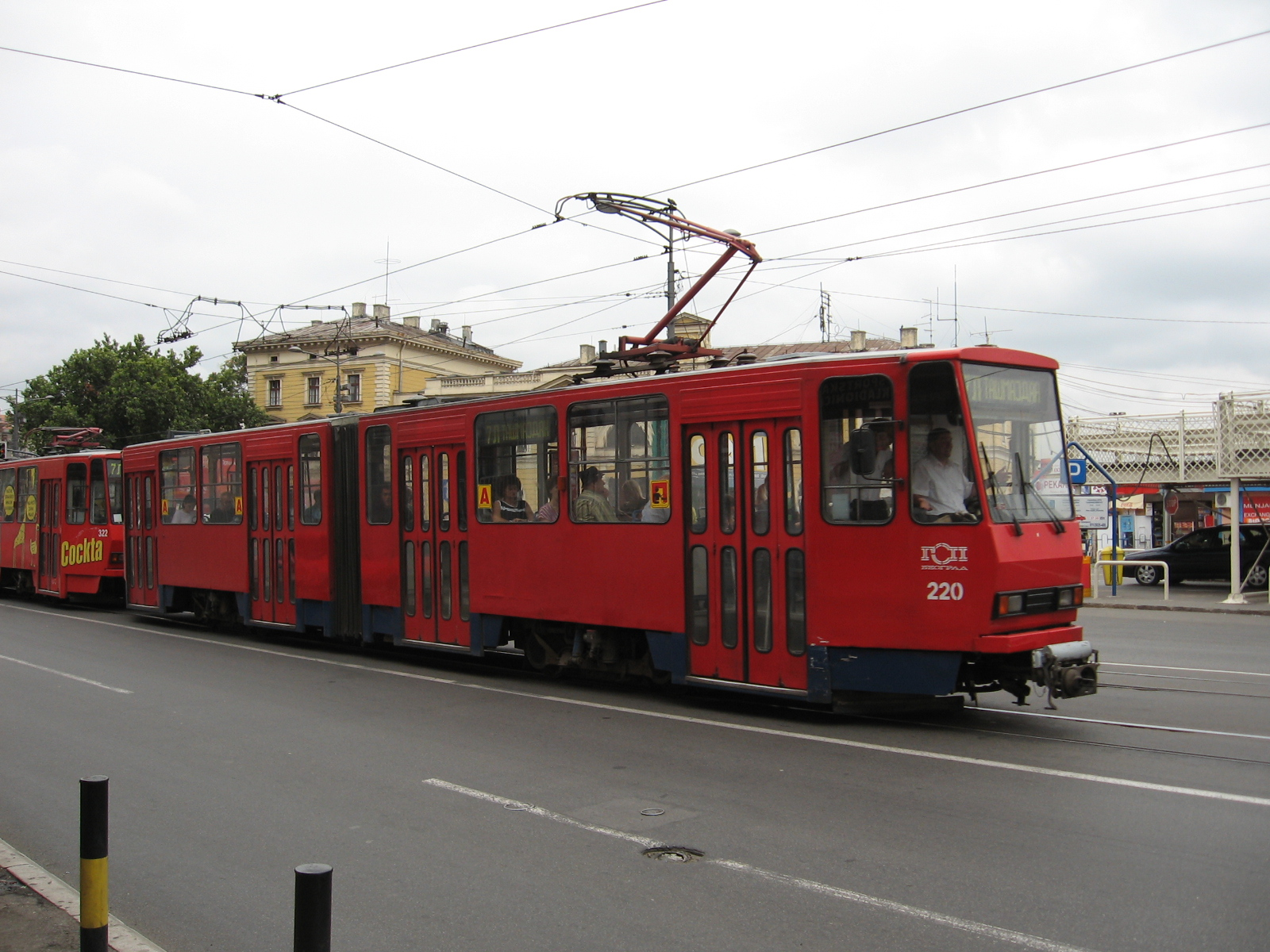
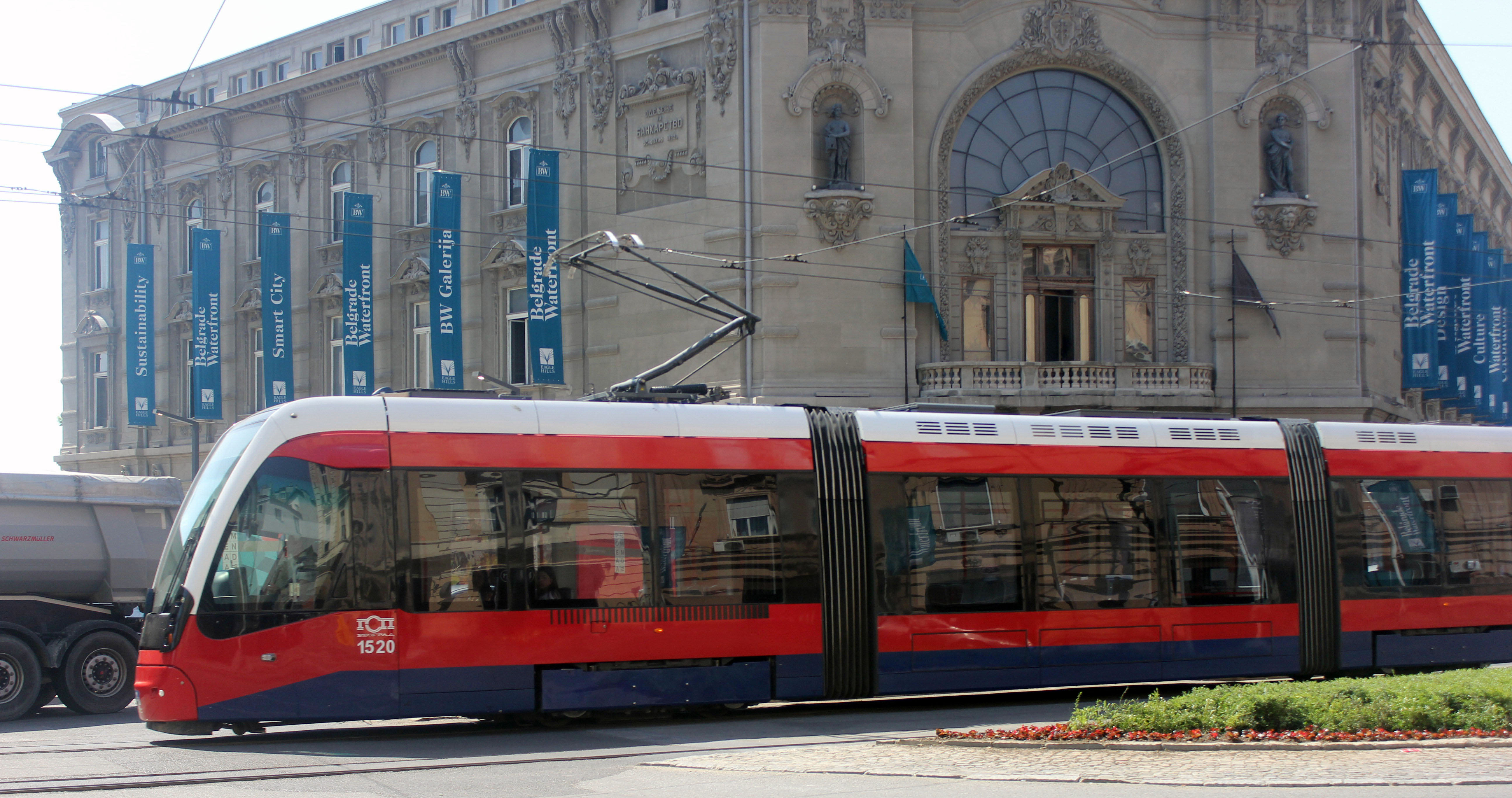
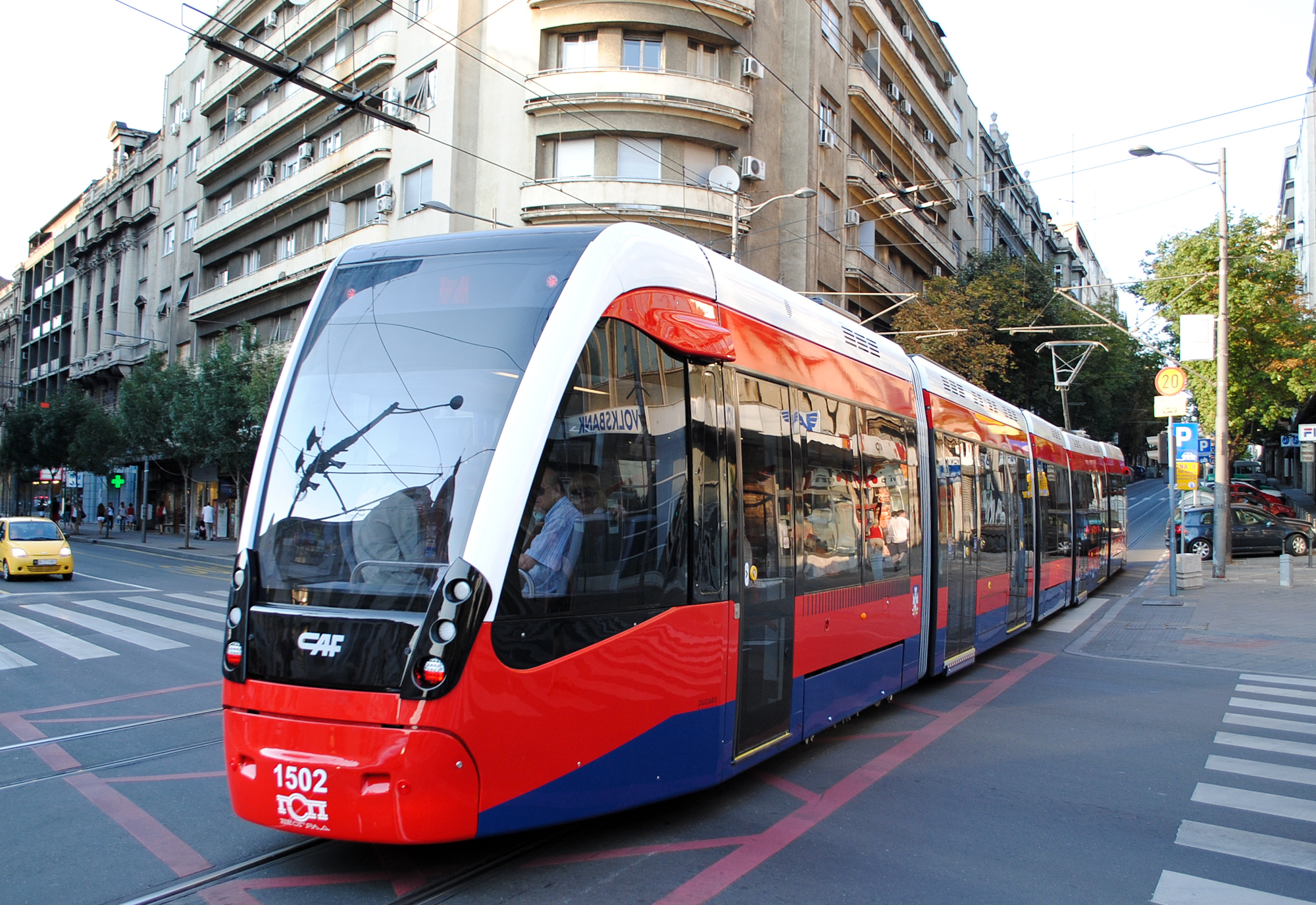